# Прва лига Србије и Црне Горе у рагбију 2003/04.
Прва лига Србије и Црне Горе у рагбију 2003/04. је било 1. издање Прве лиге Србије и Црне Горе у рагбију 15. 
Титулу је освојио Партизан.

## Учесници
|   | Тим                             | Тренер                 | Капитен |
| - | ------------------------------- | ---------------------- | ------- |
| 1 | Краљевски београдски рагби клуб | Станислав Т. Колунџија |         |
| 2 | Партизан                        |                        |         |
| 3 | Војводина                       |                        |         |
| 4 | Крушевац                        |                        |         |
| 5 | Жарково                         |                        |         |
| 6 | Рагби клуб Динамо Панчево       |                        |         |
| 7 | Дорћол                          |                        |         |

| Шампион Србије и Црне Горе у рагбију 2004. |
| ------------------------------------------ |
| Рагби клуб Партизан 15. титула             |